# عبد الله المحيسن
عبد الله المحيسن مخرج سعودي ولد في مكة المكرمة عام 1947 (1367هـ)، ويعد من رواد صناعة السينما في المملكة العربية السعودية، وأول سعودي متخصص في السينما وضع اللبنات الأولى لمفهوم صناعة السينما في المملكة. عُين مستشاراً في الديوان الملكي السعودي عام 2015، ومن أبرز أفلامه فيلم (اغتيال مدينة)، و فيلم (ظلال الصمت) الذي ترشح للمسابقة النهائية لمهرجان روما 2007. وحصل على «جائزة الإنجاز مدى الحياة» في حفل جوائز صناع الترفيه Joy Awards) 2025).

## التعليم
- كانت بدايات تعليم المحيسن في السعودية، ثم أكمل تعليمه للمرحلة الثانوية في لبنان، ثم سافر إلى بريطانيا ليدرس السينما في معهد لندن، وحصل منه على دبلوم عالٍ في الإخراج السينمائي عام 1975.
- التحق بعدها بالأكاديمية الملكية البريطانية للتلفزيون، وقضى فيها ستة أشهر تعلم فيها الأساسيات النظرية المتعلقة بصناعة الأفلام.
- حصل على درجة الماجستير في الإدارة العالمية من جامعة فينيكس بالولايات المتحدة الأمريكية.[4]

## العمل
- 2015: عين مستشاراً في الديوان الملكي السعودي.[5]

- 1975: أسس الشركة العالمية للدعاية والإعلان بعد عودته للسعودية، كما أنشأ أول أستوديو تصوير سينمائي في المملكة العربية السعودية.
- 1976: أسس أول أستوديو إذاعي متكامل على مستوى القطاع الخاص.
- 1978: أنشأ قسماً لدراسات وبحوث التراث الشعبي السعودي في الشركة العالمية وذلك من أجل جمع وتوثيق التراث المحلي.
- 1979م اختير عضواً في لجان تحكيم مهرجان الخليج الأول للإنتاج التلفزيوني الذي عقد في الكويت.
- 1981: أنشأ أول وحدة إنتاج نقل خارجي في المملكة.
- أشرف على إنتاج وإخراج ما يزيد عن (212) فيلماً ناقشت مختلف القضايا.

## أفلام وأعمال تلفزيونية
- فيلم (اغتيال مدينة) 1976: تناول الفيلم الحرب الأهلية اللبنانية، وحاز على جائزة «نفرتيتي» لأفضل فيلم قصير.[6]

- مسلسل (اللهم إني صائم) 1976.
- مسلسل (رمضان والناس) 1977.
- فيلم (لوحات من التراث الشعبي) 1978.
- فيلم (الإسلام جسر المستقبل) 1980.
- وثّق في أكثر من فيلم تلفزيوني الرحلة التاريخية التي قام بها أول رائد فضاء عربي مسلم الأمير سلطان بن سلمان آل سعود على متن المركبة الفضائية «ديسكفري 51».
- فيلم (الصدمة) ويتناول فيه حرب الخليج الثانية التي شنها صدام حسين على دولة الكويت.
- فيلم (ظلال الصمت) 2006.

## التكريم والجوائز
- 1976: شهادة تقدير خاصة من منظمة الأمم المتحدة.
- 1977: جائزة «نفرتيتي» الفضية لأحسن فيلم قصير.
- 1982: جائزة نفرتيتي الذهبية.
- 1986: ميدالية الاستحقاق من الدرجة الأولى,
- 1990: نواط الإتقان من صاحب السمو الملكي الأمير نايف بن عبد العزيز آل سعود.
- 1991: وسام الملك فيصل
- 2008: كرمه وزير الثقافة والإعلام (السابق) إياد مدني بمنحه وسام النخلة الذهبية في الدورة الأولى من مهرجان أفلام السعودية.[7]
- 2008: درع رواد الإعلام من وزارة الإعلام.
- 2006: جائزة مفتاح مدينة نانت الفرنسية عن فيلم ظلال الصمت.
- 2012: درع وشهادة لدوره الرائد في تأسيس لصناعة السينما بدول الخليج.
- 2023: كُرم في افتتاح مهرجان «العين السينمائي الدولي» في دورته الخامسة.[8]
- 2024: تكريم عن مسيرته الفنية من مهرجان السينما العربية بدورته الأولى.[9]
- 2025: حصل على جائزة الإنجاز مدى الحياة في الدورة الخامسة من حفل جوائز صناع الترفيه (2025) Joy Awards، حيث تم تكريمه من قبل معالي المستشار تركي آل الشيخ.[10]